# Atletismo nos Jogos Pan-Americanos de 1967 - 3000 m com obstáculos masculino
A prova dos 3000 m com obstáculos masculino nos Jogos Pan-Americanos de 1967 foi realizada em Winnipeg, Canadá.

## Medalhistas
| Ouro                               | Prata                                 | Bronze                        |
| Chris McCubbins USA Estados Unidos | Conrad Nightingale USA Estados Unidos | Domingo Amaisón ARG Argentina |

## Resultados
| Posição           | Nome                 | Nacionalidade      | Tempo  | Notas |
| ----------------- | -------------------- | ------------------ | ------ | ----- |
| Medalha de ouro   | Chris McCubbins      | USA Estados Unidos | 8:38.2 |       |
| Medalha de prata  | Conrad Nightingale   | USA Estados Unidos | 8:51.2 |       |
| Medalha de bronze | Domingo Amaisón      | ARG Argentina      | 8:55.0 |       |
| 4                 | Héctor Villanueva    | MEX México         | 9:00.6 |       |
| 5                 | Flavio Buendía       | MEX México         | 9:09.6 |       |
| 6                 | Albertino Etchechury | URU Uruguai        | 9:13.0 |       |
| 7                 | Hylke Van der Val    | CAN Canadá         | 9:21.6 |       |
| 8                 | Bruce Johnson        | CAN Canadá         | 9:24.8 |       |